# Serres-Gaston
Serres-Gaston település Franciaországban, Landes megyében. Lakosainak száma 401 fő (2022. január 1.). Serres-Gaston Aubagnan, Coudures, Hagetmau, Sainte-Colombe és Samadet községekkel határos.

## Népesség
A település népessége az elmúlt években az alábbi módon változott:
| Lakosok száma | 319  | 320  | 328  | 345  | 377  | 390  | 394  | 397  | 398  | 401  |
|               | 1968 | 1982 | 1990 | 2006 | 2013 | 2015 | 2017 | 2019 | 2020 | 2022 |